# Wigancice Żytawskie
Wigancice Żytawskie (deutsch Weigsdorf) war ein Dorf und ist eine Wüstung in der Gemeinde Bogatynia (deutsch Reichenau) (Powiat Zgorzelecki, Woiwodschaft Niederschlesien) in Polen. Es wurde im Jahre 1999 wegen der Erweiterung des Tagebaus Turów aufgelassen (→Devastierung).

## Geographische Lage
Das Dorf befand sich sieben Kilometer nordöstlich von Bogatynia im Tal des Weigsdorfer Baches, der im östlich gelegenen Nachbarort Višňová (deutsch ebenfalls Weigsdorf oder zur Unterscheidung Böhmisch Weigsdorf) in Tschechien in die Wittig einmündet. Die geographischen Koordinaten sind 50° 57′ 32″ N, 15° 0′ 15″ O. In Weigsdorf stand eine Vielzahl der Oberlausitzer Umgebindehäuser. Im Nordosten erhebt sich der Hain (297 m) mit dem sagenumwobenen Heidenstein.

## Geschichte
Der Ort wurde schriftlich erstmals im Jahr 1334 durch Petrus de Wicgnandisdorf erwähnt und bestand aus einem Ober- und einem Niederdorf. Urkundlich wurde im Niederdorf die erste Kirche 1346 bestätigt. Im 17. Jahrhundert wurde das Dorf in vier Orte aufgeteilt, die jedes einen Gerichtskretscham mit eigener Patrimonialgerichtsbarkeit besaßen, und weitere Exulantensiedlungen auf den Ortsfluren begründet.
Im Jahr 1854 wurde die Straße von Ostritz über Königshain und Neugersdorf nach Mittelweigsdorf und Oberweigsdorf errichtet. Dadurch wurde die Verkehrsanbindung deutlich verbessert. Bis dahin führte eine Straße von Hirschfelde über Seitendorf und Dornhennersdorf nach Oberweigsdorf; das unterhalb an der böhmischen Grenze gelegene Mittelweigsdorf war bis dahin nur schlecht erreichbar. 1873 entstand eine Poststation und Postkutschenverbindung von Hirschfelde, die 1922 durch eine Kraftwagenlinie ersetzt wurde. Wegen der Weltwirtschaftskrise wurde jedoch im selben Jahr der Postkutschenbetrieb wieder aufgenommen und 1925 endgültig durch den Kraftverkehr abgelöst, der später noch bis Zittau erweitert wurde.
Im späten 19. Jahrhundert entstanden vor allem im verkehrsgünstigeren Oberweigsdorf einige Textilfabriken, wie die Leinwarenfabrik der Fa. Beckert aus Zittau, später Paul Göhle. 1890 folgte die Kokosweberei Hengstenberg und 1901 die Kokosweberei Hartdorf. 1872 gründete sich der Weigsdorfer Braunkohlenbauverein, der jedoch nur kurzen Bestand hatte.
Nach der Vereinigung der bis dahin selbständigen Orte zur Gemeinde Weigsdorf/Sa. im Jahr 1923 war diese bis 1945 die östlichste Gemeinde Sachsens. Nach der Grenzfestlegung entlang der Lausitzer Neiße wurde der zur Amtshauptmannschaft Zittau gehörige Ort nach dem Zweiten Weltkrieg polnisch und erhielt den Namen Wigancice Żytawskie. Die deutschen Bewohner wurden vertrieben.
Neugersdorf mit den Brüderhäusern und Maxdorf wurden unter dem Namen Wyszków vereinigt. Friedreich erhielt den Namen Wolanów und wurde zunächst ein eigenständiges Dorf. Heute sind diese Orte Teile der Gemeinde Bogatynia.
Durch den Ausbau des Braunkohlentagebaus Turów zu einem Großtagebau entstanden südöstlich von Strzegomice und Wigancice Żytawskie große Abraumhalden. Im Jahr 1995 wurde ein Grenzübergang für Wanderer ins tschechische Višňová eröffnet.
Nachdem das Nachbardorf Strzegomice zuvor bereits geräumt worden war, erfolgte 1999 auch die Aussiedlung der Einwohner von Wigancice Żytawskie, um auch die Fluren dieses Dorfes zum Haldensturz zu verwenden. Das Stellmacherhaus wurde 2005 nach Zgorzelec umgesetzt. Die Geschäftsstelle Umgebindeland ehrte Elzbieta Lech-Gotthardt im Jahr 2006 bei der Verleihung des Umgebindehauspreises für die Umsetzung mit einem von acht Preisen.

### Oberweigsdorf
Das Oberdorf war ursprünglich Teil der Standesherrschaft Friedland-Seidenberg und befand sich ab 1454 im Besitz der Biebersteiner. Bei der Teilung der Herrschaft kam Oberweigsdorf 1630 an die neu gebildete und Christian von Nostitz gehörende Standesherrschaft Seidenberg-Reibersdorf und kam 1635 als Teil der Oberlausitz an Sachsen.
1893 erwarb der Fabrikant Richter aus dem böhmischen Mildenau (Luh) das Rittergut Oberweigsdorf. Am 13. April 1923 vereinigten sich die Gemeinden Oberweigsdorf und Mittelweigsdorf zur Gemeinde Weigsdorf.

### Niederweigsdorf
Niederweigsdorf war anfänglich Besitz der örtlichen Adelsfamilie von Weigsdorf, die 1620 ausstarb. Der Ort war ursprünglich das Zentrum von Weigsdorf, hier ist auch die seit 1346 nachweisbare Kirche errichtet worden.
1530 gelangte Niederweigsdorf durch ein Tauschgeschäft gegen Engelsdorf an die Herren von Schwanitz. Zu dieser Zeit wurden Bewohner von Weigsdorf evangelisch, doch der letzte katholische Pfarrer blieb bis zu seinem Tod im Amt. 1546 wurde durch die Grundherren von Oberweigsdorf, Friedrich von Bieberstein, und Niederweigsdorf, Melchior von Schwanitz, die beide Protestanten waren, und das gemeinsame Kirchenpatronat innehatten, der erste evangelische Pfarrer in sein Amt eingeführt.
Seit dem Beginn des 17. Jahrhunderts setzte eine Zersplitterung des Ortes ein. Die Abtretung der Oberlausitz an Sachsen führte dann 1635 zu einer Teilung unter zwei Landesherren unterschiedlicher Konfession. Während in der böhmischen Herrschaft Friedland schon zu Zeiten Albrecht von Waldsteins die Gegenreformation eingesetzt hatte, erfolgte diese in der Oberlausitz nicht. Die Kirche in Niederweigsdorf blieb protestantisch und bildete ab 1635 eine sächsische Exklave im böhmischen Teil des Ortes. Dies führte mehrfach zu Streitigkeiten und die Friedländer Herrschaft suchte zu verhindern, dass ihre Untertanen die evangelischen Gottesdienste aufsuchten.
Mit dem Grenzrezess von 1848 wurde diese Situation bereinigt. Die Kirche lag nun direkt auf der sächsisch-böhmischen Grenze; die zwischen Mittelweigsdorf und der Kirche gelegenen Fluren wurden an Sachsen übergeben, so dass die Kirche nunmehr ungehindert von beiden Seiten der Grenze zugänglich war. Das Kirchenpatronat hatte seither ausschließlich die Standesherrschaft Reibersdorf inne.
1734 erhielt die Kirche eine neue Glocke, 1804 erfolgte ein Umbau des Kirchenschiffes und 1908 wurde ein neues Altarbild des Dresdner Malers Paul Rößler eingeweiht. Das benachbarte Pfarrhaus, das direkt an der böhmischen Grenze lag, erhielt 1859 eine neue Gestaltung.

#### Mittelweigsdorf, Friedreich, Maxdorf und Neugersdorf
Durch den Verkauf an den Besitzer von Dornhennersdorf, Christoph von Gersdorff, entstand 1610 Niederweigsdorf Gersdorffscher Anteil, der 1635 ebenfalls zu Sachsen kam und auf dessen Fluren 1666 die Exulantensiedlung Neugersdorf gegründet wurde, zu der später noch die Brüderhäuser hinzukamen. Nach der 1727 durch Johanna Charlotte von Gersdorff erfolgten Übertragung des Gersdorffschen Anteils an ihren Ehemann Johann Maximilian von Nüßler wurde dieser Teil als Niederweigsdorf Nüßlerscher Anteil bezeichnet. In dieser Zeit entstand auf diesem Teil mit dem 1735 gegründeten Maxdorf eine weitere Ansiedlung. Ab 1760 lässt sich für den Nüßlerschen Anteil erstmals die Bezeichnung Mittel-Weigsdorf nachweisen. 1766 erwarb der Hauptmann Goldschmidt von Goldenberg Mittel-Weigsdorf einschließlich Neugersdorf und Maxdorf und ließ 1767 auf diesem Besitz noch den Ort Friedreich anlegen. Adolph Ferdinand von Runckel, der 1778 Mittelweigsdorf einschließlich aller zugehörigen Siedlungen erworben hatte, verkaufte diesen bereits 1783 an die Herren von Einsiedel auf Reibersdorf.
Im Jahr 1832 erwarb Gottfried von Metzig gemeinsam mit den Brüdern Bischoff Mittelweigsdorf. Von Metzig, der 1855 starb, war der letzte Erb-, Lehn- und Gerichtsherr von Weigsdorf. Als Folge der Teilung der Oberlausitz und der Abtretung von Dörfel an Böhmen wurde Mittelweigsdorf 1848 zum östlichsten Dorf des Königreiches Sachsen. Nach der Abschaffung der Patrimonialgerichtsbarkeit entstanden die selbstständigen Dörfer Mittelweigsdorf, Friedreich, Maxdorf und Neugersdorf, die sich 1872 zur Gemeinde Mittelweigsdorf vereinigten.
Den Gutsbesitz Mittelweigsdorf kaufte 1893 der Fabrikant Richter aus Mildenau. 1911 brannte der Gerichtskretscham nieder.

#### Obervorwerk Niederweigsdorf
Aus dem Gersdorffschen Anteil heraus erfolgte 1616 durch Christoph von Gersdorff der Verkauf des Obervorwerkes an die Familie Kalckreuth. Dieses Lehngut verblieb 1635 bei der Abtretung der Oberlausitz an Sachsen auf böhmischen Gebiet und wegen der Gegenreformation musste Balthasar von Kalckreuth 1651 seinen Besitz verkaufen. Über die Herren von Döbern gelangte das Obervorwerk 1681 an die Grafen von Gallas (nachmals beerbt durch Clam-Gallas) und wurde als Böhmisch Weigsdorf in die Herrschaft Friedland eingegliedert. Nach der Grenzregulierung von 1848 entstand daraus die Gemeinde Böhmisch Weigsdorf.

#### Niedervorwerk Niederweigsdorf, Minkwitz
Das zur Oberlausitz gehörige Niedervorwerk war der Anteil von Niederweigsdorf, der bis 1732 im Besitz der Familie von Schwanitz blieb. Einer der vielen nachfolgenden Besitzer war Caspar Heinrich von Minckwitz, der auf einer zugehörigen inmitten des böhmischen Gebiets befindlichen Flur 1770 die sächsische Exklave Neuminkwitz angelegen ließ. 1788 erwarben die Herren von Einsiedel auf Reibersdorf das Niedervorwerk einschließlich Neuminkwitz, für das sich später der Name Minkwitz durchsetzte. Infolge des Grenzrezesses zwischen Sachsen und Böhmen von 1848 wurden große Teile der Niedervorwerksfluren sowie die Exklave Minkwitz an Böhmen übergeben und Teil der neu gebildeten Gemeinde Böhmisch Weigsdorf.

## Entwicklung der Einwohnerzahl
| Jahr   | Einwohnerzahl                             |
| ------ | ----------------------------------------- |
| 1777 1 | 2 besessene Mann, 13 Gärtner, 48 Häusler  |
| 1777 2 | 15 besessene Mann, 13 Gärtner, 42 Häusler |
| 1834 1 | 637                                       |
| 1834 2 | 702                                       |

| Jahr   | Einwohnerzahl |
| ------ | ------------- |
| 1871 1 | 784           |
| 1871 2 | 710           |
| 1890 1 | 676           |
| 1890 2 | 596           |

| Jahr   | Einwohnerzahl |
| ------ | ------------- |
| 1910 1 | 953           |
| 1910 2 | 575           |
| 1925   | 1574          |
| 1939   | 1478          |